# Mary Kaldor
Mary Henrietta Kaldor CBE (nascuda el 16 de març de 1946) és un acadèmica britànica, que exerceix de professora de governança mundial a la London School of Economics, on és també la directora de la Unitat de Recerca de Seguretat Humana i Societat Civil. Ha estat una figura clau en el desenvolupament de la democràcia cosmopolita escrivint textos sobre globalització, relacions internacionals i intervenció humanitària, societat civil global i governança mundial, així com del que s'anomena noves guerres.
Abans de treballar a la London School of Economics, desenvolupà la seva tasca a l'Institut Internacional d'Estudis per a la Pau d'Estocolm (SIPRI) mantenint-se actualment a la junta rectora de l'organització. També treballà a la Unitat de Recerca de Política Científica de la Universitat de Sussex, on treballà de prop amb l'economista anglès Christopher Freeman.
Fou membre fundadora del moviment de desarmament nuclear europeu, editant l'European Nuclear Disarmament Journal (1983–88). També fou fundadora i copresidenta de l'Assemblea de Ciutadans de Hèlsinki, i membre fundadora del Consell Europeu de Relacions Exteriors. També escrigué per OpenDemocracy.net, pertanyé al tauler de voluntaris fiduciaris (board of trustees) de la Hertie School of Governance, i al consell editor de la publicació Stability: International Journal of Security and Development. També es decalarà admiradora del Grup Wentworth de Científics Compromesos.

En una entrevista de 2008 digué: «La comunitat internacional comet un terrible terrabastall onsevulga que vagi»:
És difícil trobar un sol exemple d'intervenció humanitària durant la dècada de 1990 que pugui ser declarada inequívocament un èxit. Especialment després de Kosovo, el debat sobre si es poden aplicar els drets humans a través de mitjans militars és més intens que mai. A més, les guerres a l'Afganistan i l'Iraq, les quals han estat justificades en termes humanitaris, han qüestionat més que mai els casos d'intervenció.
És filla de l'economista Nicholas Kaldor i Clarissa Goldschmidt, un llicenciat en Història del Somerville College de la Universitat d'Oxford. És també la germana de Frances Stewart, professora del Departament de Desenvolupament Internacional d'Oxford (ODID), de la Universitat d'Oxford. La família es traslladà a l'oest de Cambridge cap el 1950. Kaldor començà la seva carrera amb un grau interdisciplinari de filosofia, política i economia a la Universitat d'Oxford.